# Lobelia elongata
Lobelia elongata är en klockväxtart som beskrevs av John Kunkel Small. Lobelia elongata ingår i släktet lobelior, och familjen klockväxter. Inga underarter finns listade i Catalogue of Life.

## Bildgalleri

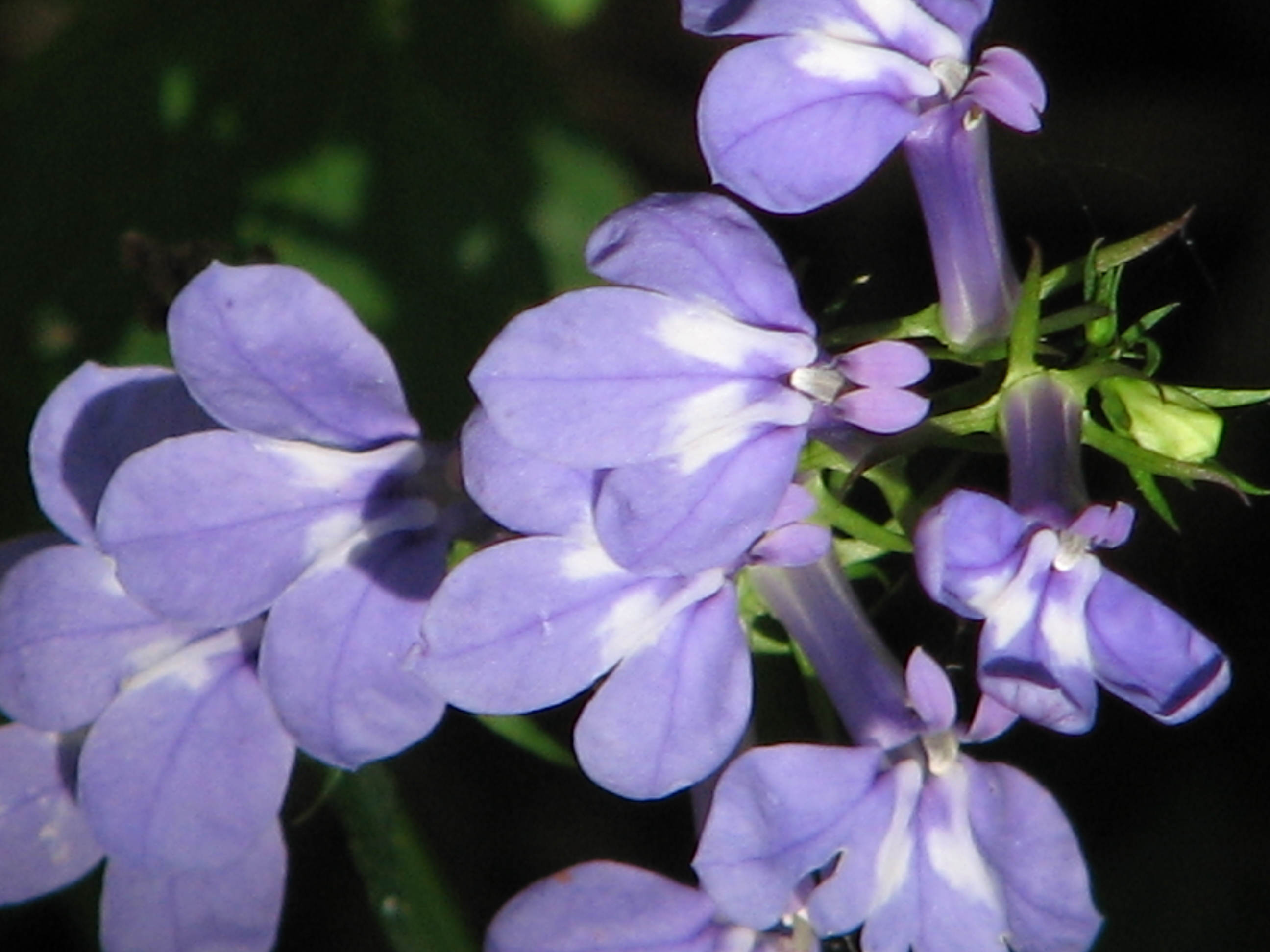